# 白涛 (1968年)
白涛（1968年4月—），新疆伊犁人，蒙古族，中国共产党党员，中华人民共和国政治人物。现任中共佛山市委副书记、佛山市人民政府市长。

## 生平
1990年6月，华南理工大学有机化工专业毕业。毕业后留校任应用数学系辅导员、团委书记。1995年2月，任华南理工大学应用数学系党总支副书记。1998年6月，任华南理工大学学生工作处副处长。2000年1月，兼任华南理工大学团委书记。2003年6月，任华南理工大学学生工作处处长、校团委书记。其中在1999年3月从华南理工大学管理科学与工程专业毕业，取得硕士学位。
2005年8月，离开了工作15年的学校，任共青团广东省委副书记、党组成员。2009年7月，任中共河源市委常委、市委组织部部长、市委党校校长。2015年4月，任中共东莞市委常委、市委组织部部长、市委党校校长、市行政学院院长、市社会主义学院院长。2017年1月，任中共东莞市委常委，东莞市人民政府常务副市长、党组副书记。2018年12月，兼任中共东莞市委军民融合发展委员会办公室主任。2019年12月，任中共东莞市委副书记。2020年3月，卸任东莞市人民政府常务副市长、党组副书记、中共东莞市委军民融合发展委员会办公室主任职务。2021年10月，任中共佛山市委副书记、佛山市人民政府副市长、代市长。2021年11月，正式当选为佛山市人民政府市长。